# Estelle Villeneuve
Estelle Villeneuve (née en 1957, est une archéologue française, spécialiste du Proche-Orient biblique.

## Biographie
En 1996, Estelle Villeneuve commence à rédiger des chroniques pour Le Monde de la Bible,.
Elle est chercheuse associée à la Maison de l'archéologie et de l'ethnologie René Ginouvès de Nanterre (ArScAn, UMR 7041, équipe « Archéologie du Proche-Orient hellénistique et romain »).

## Quelques publications
- Jean-Baptiste Humbert et Estelle Villeneuve, L’affaire Qumrân : Les découvertes de la mer Morte, Paris, Gallimard, coll. « Découvertes Gallimard / Archéologie » (no 498), 2006, 127 p. (ISBN 978-2-07-032115-5).
- Estelle Villeneuve, Jean Vervier et Jean Radermakers, La découverte du tombeau de Jésus, Namur, Fidélité, coll. « Que penser de... ? » (no 69), 2007, 147 p. (ISBN 978-2-87356-382-0, lire en ligne).
- Estelle Villeneuve, Sous les pierres la Bible : Les grandes découvertes de l’archéologie, Paris, Bayard, coll. « Domaine Biblique », 12 avril 2017, 264 p. (ISBN 978-2-227-49130-4)[3]
- Voir bibliographie complète sur LinkedIn

## Prix et distinctions
Son ouvrage Sous les pierres, la Bible fait partie de la sélection du grand prix du livre d'archéologie 2017. Il a reçu le prix « Coup de cœur du jury » au Festival du livre et des media chrétiens de Dijon 2017.